# شیم الجبالی
شیم الجبالی (عربی: شيم الجبالي؛ زادهٔ ۷ فوریهٔ ۲۰۰۴) بازیکن فوتبال اهل تونس-فرانسه است.
وی همچنین در تیم‌های ملی فوتبال زیر ۱۶ سال فرانسه و تونس بازی کرده‌است.